# شخصیت خیال‌پرداز
شخصیت مستعد فانتزی (FPP) یک حالت یا ویژگی شخصیتی است که در آن فرد درگیری مادام العمر، گسترده و عمیق در فانتزی را تجربه می‌کند. این خصیصه حداقل تا حدی تلاشی است، برای توصیف بهتر «تخیل بیش فعال» یا «زندگی در دنیای رؤیا». فردی که این ویژگی را دارد (به آن خیال پرداز می‌گویند) ممکن است در تمایز بین خیال و واقعیت مشکل داشته باشد و ممکن است توهمات و همچنین علائم روان‌تنی خود-پیشنهادی را تجربه کند. سازه‌های روانشناختی نزدیک به هم شامل رویاپردازی، غرق‌شدگی و حافظه ایدئتیک است.

## تاریخچه
روانشناسان آمریکایی شریل سی ویلسون و تئودور ایکس باربر اولین بار در سال ۱۹۸۱ این مدل شخصیتی را شناسایی کردند که گفته می‌شود برای حدود ۴ درصد از جمعیت قابلیت تسری دارد. ویلسون و باربر علاوه بر شناسایی این ویژگی، تعدادی از پیشایندهای دوران کودکی را گزارش کردند که احتمالاً پایه و اساس تمایل به فانتزی را در زندگی ایجاد کرده است، مانند: «والدین، پدربزرگ و مادربزرگ، معلم یا دوستی که خواندن افسانه‌ها را تشویق می‌کند، با عروسک‌ها و حیوانات عروسکی کودک به گونه ای رفتار می‌کرد که کودک را تشویق می‌نماید تا باور کند که آنها زنده هستند.» آنها پیشنهاد کردند که این ویژگی تقریباً مترادف با کسانی است که به‌طور چشمگیری به القای هیپنوتیزمی واکنش نشان می‌دهند، یعنی «قابل هیپنوتیزم بالا» دارد.
اولین مطالعات سیستماتیک در دهه ۱۹۸۰ توسط روانشناسان جودیت رو و استیون جی لین انجام شد. تحقیقات بعدی در دهه ۱۹۹۰ توسط دیر دیر بارت در دانشگاه هاروارد، بیشتر ویژگی‌های افراد مستعد خیال‌پردازی را تأیید کرد، اما او همچنین گروه دیگری از افراد بسیار قابل هیپنوتیزم را شناسایی کرد که دوران کودکی پر از تروما داشته‌اند و زمان خیال‌پردازی را عمدتاً با “خیره شدن به فضاً سپری می‌کردند.

## ویژگی‌های مشخصه
گزارش شده است که افراد مستعد فانتزی تا نیمی (یا بیشتر) از زمان خود را در بیداری صرف خیال پردازی می‌کنند. افراد مبتلا به خصیصه نوع ۱ اغلب فانتزی‌های خود را با خاطرات واقعی خود اشتباه گرفته یا مخلوط می‌کنند. آنها همچنین تجربیات خارج از بدن و سایر تجربیات مشابه را گزارش می‌کنند که توسط برخی خیال پردازان به عنوان روانی (فراسان شناختی) یا عرفانی تعبیر می‌شود. با این حال، افراد مبتلا به نوع ۲ توانایی کاملی برای تشخیص واقعیت و خیال دارند.
پاراکازم یک دنیای فانتزی بسیار دقیق و ساختار یافته است که اغلب توسط خیال‌پردازان افراطی یا اجباری ایجاد می‌شود.
ویلسون و باربر در مطالعه پیشگام خود ویژگی‌های متعددی را ذکر کردند که در مطالعات بعدی روشن و تقویت شده است. این ویژگی‌ها شامل برخی یا بسیاری از تجربیات زیر است:
- موردی عالی برای هیپنوتیزم شدن (بیشتر و نه همه خیالبافان)
- داشتن دوستان خیالی در کودکی
- اغلب در کودکی خیال پردازی می‌کند
- داشتن یک هویت فانتزی واقعی
- تجربه احساسات خیالی به صورت واقعی
- داشتن ادراکات حسی واضح
- دریافت رضایت جنسی بدون تحریک فیزیکی

استعداد فانتزی با «فهرست خاطرات و تصورات دوران کودکی» (ICMI) و «پرسشنامه تجربیات خلاق» (CEQ) اندازه‌گیری می‌شود.

## مسیرهای رشد
فانتزی سازها در اوایل کودکی در معرض تخیل زیادی بوده‌اند. این قرار گرفتن بیش از حد در معرض فانتزی دوران کودکی حداقل سه دلیل مهم دارد:
- والدین یا مراقبانی که در دوران کودکی به محیط تخیلی ذهنی یا با کودک خود به بازی می‌پرداختند.

افرادی که دارای شخصیت‌های فانتزی هستند، به احتمال زیاد دارای والدین یا اعضای نزدیک خانواده بوده‌اند که پیوسته اسباب‌بازی‌ها را موجودات زنده می‌دانند. آنها همچنین ممکن است کودکی را که معتقد بود همراهان خیالی دارند، تشویق کرده باشند، در تمام دوران کودکی داستان‌های پریان خوانده و چیزهایی را که خوانده‌اند دوباره به نمایش بگذارند. افرادی که در سنین جوانی درگیر فعالیت‌های فانتزی خلاقانه مانند پیانو، باله و طراحی بودند، احتمالاً شخصیتی فانتزی به دست می‌آورند. بازیگری همچنین راهی برای کودکان برای شناسایی افراد و شخصیت‌های متفاوت است که می‌تواند کودک را در هنگام بزرگ شدن مستعد رویاهای فانتزی کند. این می‌تواند باعث شود که فرد با این فکر بزرگ شود که چیزهای خاصی را تجربه کرده است و می‌تواند اتفاق خاصی را از آموزش‌هایی که در حین شرکت در نمایشنامه کسب کرده است، تجسم کند.
زیگموند فروید در مورد تفاسیر روانکاوانه اظهار داشت که «آرزوهای برآورده نشده نیروی محرکه در پشت خیالات هستند، هر فانتزی جداگانه حاوی تحقق یک آرزو است و واقعیت نارضایتی را بهبود می‌بخشد.» این نشان می‌دهد که سوء استفاده و تنهایی در دوران کودکی می‌تواند منجر به ایجاد یک دنیای خیالی از شادی برای پر کردن خلاء شود.

## سازه‌های مرتبط
گشودگی به تجربه یکی از پنج حوزه ای است که برای توصیف شخصیت انسان در مدل پنج عاملی استفاده می‌شود. گشودگی شامل شش جنبه یا بعد است، از جمله تخیل فعال (فانتزی)، حساسیت زیبایی شناختی، توجه به احساسات درونی، ترجیح تنوع، و کنجکاوی فکری؛ بنابراین، شخصیت مستعد فانتزی با جنبه فانتزی ویژگی شخصیتی گسترده‌تر گشودگی به تجربه همبستگی دارد.
گشودگی به تجربه یکی از پنج حوزه‌ای است که برای توصیف شخصیت انسانی در مدل پنج عاملی استفاده می‌شود. گشودگی شامل شش جنبه یا بُعد است که عبارتند از: تخیل فعال (خیال‌پردازی)، حساسیت زیبایی‌شناختی، توجه به احساسات درونی، ترجیح تنوع و کنجکاوی فکری؛ بنابراین، شخصیت مستعد خیال‌پردازی با جنبه خیال‌پردازی از ویژگی شخصیتی گسترده‌تر باز بودن به تجربه‌ها همبستگی دارد.
غرق‌شدگی یک گرایش یا ویژگی شخصیتی است که در آن فرد در تصورات ذهنی خود، به ویژه خیال پردازی، فرو می‌رود. تحقیقات اولیه در مورد غرق‌شدگی توسط روان‌شناس آمریکایی اوک تلهگن انجام شد. Roche گزارش می‌دهد که استعداد فانتزی و جذب با هم ارتباط زیادی دارند. خیال پردازان در تصاویر ذهنی زنده و واقعی خود جذب می‌شوند.
غرق‌شدگی یک ویژگی شخصیتی است که در آن فرد در تصاویر ذهنی خود، به ویژه خیال‌پردازی، غرق می‌شود. تحقیقات اولیه در مورد غرق‌شدگی توسط روان‌شناس آمریکایی، آوک تلگن، انجام شد. روچه گزارش می‌دهد که تمایل به خیال‌پردازی و غرق‌شدگی به شدت همبسته هستند خیال‌پردازان در تصاویر ذهنی زنده و واقعی خود غرق می‌شوند.
انفکاک یک فرایند روانی است که شامل تغییر در هویت شخصی یا احساس خود است. این تغییرات می‌تواند شامل موارد زیر باشد: احساس اینکه خود یا جهان غیر واقعی است (واقعیت زدایی و مسخ شخصیت). از دست دادن حافظه (فراموشی)؛ فراموش کردن هویت خود یا فرض یک خود جدید (فوگ)؛ و تکه‌تکه شدن هویت یا خود به جریان‌های جداگانه آگاهی (اختلال هویت تجزیه ای، که قبلاً اختلال شخصیت چندگانه نامیده می‌شد). تفکیک اغلب توسط مقیاس تجربیات تجزیه ای اندازه‌گیری می‌شود. چندین مطالعه گزارش کرده‌اند که گسستگی و تمایل به فانتزی همبستگی بالایی دارند. این احتمال را نشان می‌دهد که خودهای جدا شده صرفاً خیال پردازی هستند، به عنوان مثال، پاسخی برای مقابله با آسیب هستند. با این حال، بررسی طولانی شواهد نتیجه می‌گیرد که پشتیبانی تجربی قوی برای این فرضیه وجود دارد که تفکیک اساساً و مستقیماً توسط قرار گرفتن در معرض ضربه ایجاد می‌شود و خیال‌پردازی در درجه دوم اهمیت قرار دارد.
گسستگی یک فرایند روان‌شناختی است که شامل تغییراتی در هویت شخصی یا حس خود می‌شود. این تغییرات می‌توانند شامل موارد زیر باشند: احساس غیرواقعی بودن خود یا جهان (مسخ شخصیت و مسخ واقعیت)؛ یادزدودگی (فراموشی)؛ فراموش کردن هویت خود یا پذیرش یک هویت جدید (فیوگ)؛ و تجزیه هویت یا خود به جریان‌های جداگانه آگاهی (اختلال هویت تجزیه‌ای، که قبلاً به عنوان اختلال شخصیت چندگانه شناخته می‌شد). گسستگی اغلب با مقیاس تجربیات تجزیه‌ای اندازه‌گیری می‌شود. چندین مطالعه گزارش داده‌اند که گسستگی و تمایل به خیال‌پردازی به شدت همبسته هستند. این موضوع احتمال می‌دهد که خودهای تجزیه‌شده صرفاً خیال‌پردازی باشند، به عنوان مثال، به عنوان یک پاسخ مقابله‌ای به تروما. با این حال، یک بررسی طولانی از شواهد نتیجه‌گیری می‌کند که حمایت تجربی قوی برای این فرضیه وجود دارد که گسستگی عمدتاً و مستقیماً توسط مواجهه با تروما ایجاد می‌شود و خیال‌پردازی اهمیت ثانویه دارد.

## پیامدهای سلامتی
تعداد زیادی از زنان خیال‌پرداز - ۶۰ درصد از زنانی که در مطالعه ویلسون-باربر از آنها پرسیده شد - گزارش دادند که حداقل یک بار حاملگی کاذب (سئودوسیزیس) داشته‌اند. آنها معتقد بودند که باردار هستند و بسیاری از علائم را داشتند. علاوه بر آمنوره (قطع قاعدگی)، آنها معمولاً حداقل چهار مورد از موارد زیر را تجربه می‌کنند: تغییرات سینه، بزرگ شدن شکم، تهوع صبحگاهی، هوس کردن و احساس حرکت «جنین». دو نفر از آزمودنی‌ها برای سقط جنین رفتند و به دنبال آن به آنها گفتند که جنینی پیدا نشده است. تمام بارداری‌های کاذب دیگر با دریافت نتایج منفی از آزمایش‌های بارداری به سرعت خاتمه یافتند.
رویاپردازی ناسازگار یک اختلال روانشناختی پیشنهادی است، یک فعالیت فانتزی که جایگزین تعامل انسان می‌شود و در کار، روابط و فعالیت‌های عمومی تداخل می‌کند. کسانی که دارای این آسیب‌شناسی هستند، بیش از حد خیالبافی می‌کنند و نقش‌ها و شخصیت‌ها را در سناریوهایی که به دلخواه آنها ساخته شده‌اند، به عهده می‌گیرند. افراد مبتلا به خیالبافی بیش از حد می‌دانند که سناریوها و شخصیت‌های فانتزی‌هایشان واقعی نیستند و توانایی تشخیص واقعیت را دارند، عناصری که آنها را از افراد مبتلا به اسکیزوفرنی متمایز می‌کند.